# 巨浪-1型潜射弹道导弹
巨浪-1型，原名巨龙一号，是中国第一型潛射固体燃料弹道导弹，北約代號CSS-N-3。该导弹的总设计师是黄纬禄院士；陈德仁院士担任副总设计师。巨浪-1型导弹在307厂（南京晨光集团有限责任公司）组装。
就原始發展規劃，巨浪1型與东风-21型弹道导弹為共通發展計畫，巨浪為潛射、東風21為陸射，但東風21型有持續改良精進，兩型彈道飛彈之間技術共用部分目前未有足夠資料證明。

## 开发与使用历程
巨浪-1于1965年开始研究开发，1970年黄炜禄就任型号总设计师，这时总体设计尚未完成。为两级、固体推进剂的潜射弹道导弹，发射方式采用燃气动力、水下冷发射发射。1970年7月，在南京长江大桥做入水深度试验。1972年10月在辽南海域实验场进行了首次全尺寸模型水下弹射实验。1975年完成水下发射系统设计定型，1979年进行陆基改装，衍生出东风-21中程弹道导弹。1980年导弹一级、二级固体发动机研制出样机。1982年4月30日在陆地进行了第一次陆台发射。随后完成陆上台筒发射。1982年10月7日由031型潛艦「長城200號」執行首次潜射試驗，出水后姿态失稳而自毁。，但隨後研發團隊尋找到設計瑕疵部分完成修改，在同年10月12日由同艘潛艦發射成功。
1984年，巨浪1型在中華人民共和國国庆三十五周年大阅兵上正式對外公布。
在傳統潛艦搭載成功後，解放軍緊接將巨浪1型換裝到新造的092型核潜艇上；1985年9月28日，092型核潜艇首度執行水下巨浪1型飛彈發射實驗，但飛彈出水後再度出現控制錯誤問題而失控自毀。雖然1986年解放軍號稱把巨浪1型佈署上092型核潛艦，但研發單位仍在對飛彈本體瑕疵改良，並無實際戰力；直到1988年9月再度進行實彈試射成功後，巨浪1型才正式定型投入戰備。
巨浪1型為單彈頭設計，可由031型潛艦、092型戰略核潛艦搭載；031型潛艦在1995年後改造作為巨浪2型實驗艦，因此主要操作仍由092型佈署。但092型只有12具發射管，因此巨浪1型的總產量據信極少，美國國防部在2011年評估巨浪1型服役狀態“可能有問題”。在1990年代中期，解放軍開發出射程增長到2,500公里的巨浪1A型彈道飛彈，除了射程增加，西方分析單位認為巨浪1A內建全球定位系統，可讓圆概率误差縮小到100公尺等級；092型潛艦約在1990年代末期起佈署巨浪1A彈道飛彈。